# Рижиково (Псковська область)
Рижиково (рос. Рыжиково) — присілок в Печорському районі Псковської області Російської Федерації.
Населення становить 13 осіб. Входить до складу муніципального утворення Муніципальне утворення Печори.

## Історія
Від 2015 року входить до складу муніципального утворення Муніципальне утворення Печори.

## Населення
| 2001 | 2002 | 2010 |
| ---- | ---- | ---- |
| 17   | ↘8   | ↗13  |